# 佐々木憂流迦
佐々木 憂流迦（ささき うるか、1989年10月7日 - ）は、日本の男性総合格闘家、プロレスラー。静岡県沼津市出身。血液型B型。セラ・ロンゴ・ファイトチーム所属。第3代修斗環太平洋フェザー級王者。修斗新人王決定トーナメントライト級優勝。
リングネームの「憂流迦 （Ulka）」はサンスクリット語で天狗を意味する。「寝技王子」の異名を持ち、リアネイキドチョークを得意としている。「寝技天狗」とも呼ばれる。

## 来歴
小学生のときにプロレスラーに憧れ格闘技に興味を持つ。当初はプロレスラーになるつもりでいたが、PRIDEを見るようになってからは五味隆典に憧れて、総合格闘家を目指すようになる。中学時代は剣道を経験し、飛龍高等学校入学と同時にレスリングを始めた（最高成績は全国高校生グレコローマン選手権 ベスト16）。卒業後に和術慧舟會駿河道場に入門した。

### 総合格闘家として
2009年7月26日、地元・静岡県で開催された寝技deGo! 2009の66kg級に出場。準決勝で戸井田カツヤにチョークスリーパーで一本勝ち。決勝では村田卓実に0-3のポイント負けとなり準優勝となったものの戸井田に一本勝ちしたことで注目を集めた。この時のリングネームは佐々木天狗であった。
2009年、全日本アマチュア修斗選手権ライト級で準優勝。決勝で中村好史に判定で敗れた。
2009年11月29日、第13回全日本コンバットレスリングオープン選手権大会・66kg級 3年未満の部に出場し、決勝ワンマッチで江幡晴大にチョークスリーパーで一本勝ちを収め優勝を果たした。
2010年
2010年3月22日、修斗新人王決定トーナメントライト級（65kg）1回戦で沖喜祥尚と対戦予定であったが、沖喜の負傷欠場により不戦勝となった。なお、リングネームは佐々木憂流迦として発表されていた。
2010年4月11日、CAGE FORCEでプロデビュー。スネーク敦を相手に試合開始後わずか30秒でチョークスリーパーで一本勝ち。
2010年6月13日、プロ修斗初参戦となった新人王決定トーナメント1回戦で、前口緑一郎にスリーパーホールドで一本勝ち。
2010年7月11日、第29回全日本アマチュアシュートボクシング選手権関東大会・65kg以下級に出場し優勝を収めるも、大会後にプロとしての実績があるとして優勝を取り消された。
2010年8月1日、寝技deGo! 2010の66kg級に出場。決勝で塩澤正人に勝利し、優勝を果たした。
2010年9月17日、修斗新人王決定トーナメントライト級準決勝でCRAZY D 元博と対戦し、3-0の判定勝ちを収めた。
2010年10月10日、DEEP Xでムンジアル茶帯王者松本義彦とグラップリングマッチで対戦。判定20-2の判定勝ちを収めた。31日にはCOPA ALLIANCEに出場。柔術部門アダルト白帯ペナ級で3試合連続一本勝ちで優勝、青帯を授与された。柔術部門アブソルート級では阿部光太郎に敗れた。NO-GI部門ではアダルト・エキスパート・ペナ級の決勝ワンマッチでキム・ジュンに腕ひしぎ十字固めで一本勝ちし優勝を果たした。
2010年11月20日、ヒクソン・グレイシー杯国際柔術大会2010に出場。アダルト青帯ペナ級の1回戦から3回戦までを勝ち抜くも、準決勝で恒村俊範にポイント0-4で敗退。アブソルート級では3回戦敗退。
2010年12月18日、修斗新人王決定トーナメント ライト級決勝で齊藤曜に3-0の判定勝ちを収め修斗新人王を獲得。同時に技能賞も獲得した。
2011年
2011年1月16日、DEEP X リアルキングトーナメント・ライト級に出場。1回戦・準決勝を勝ち抜くも、決勝で八隅孝平に敗れ準優勝となった。
2011年2月6日、地元での開催となったDEEP SHIZUOKA IMPACT 2011で鍵山雄介と対戦し、0-1の判定ドロー。
2011年2月27日、アブダビコンバット ASIA TRIAL 2011・アダルトエキスパート66kg未満級に出場。1回戦で敗退した。
2011年3月12日、修斗で伊藤一宏と対戦予定であったが、3月11日に発生した東日本大震災の影響で大会が延期された。4月1日、延期開催となった修斗で中村好史と対戦し、2-0の判定勝ちを収めた。
2011年7月18日、修斗で金田一孝介と対戦し、2-0の判定勝ちを収めた。8月2日付けでクラスAに昇格した。
2011年9月23日、修斗でガイ・デルモと対戦し、0-3の判定負けを喫しプロ総合格闘技初黒星となった。
2012年
2012年1月29日、師匠・芹澤健市の引退興行 DEEP富士山祭りに出場。渡辺智史と対戦し、判定3-0で勝利。
2012年6月30日、修斗で松本輝之と対戦。チョークスリーパーで一本勝ち。この試合からライト級（65kg）からフェザー級（60kg）に転向した。
2012年11月11日、修斗で井上学と対戦。判定1-0でドロー。
2013年
2013年1月20日、修斗環太平洋フェザー級（60kg）王座決定戦で徹肌ィ郎と対戦。3-0の判定勝ちを収め王座獲得に成功した。
2013年3月24日、 駒沢オリンピック公園屋内球技場で開催されたアブダビコンバット ASIA TRIAL 2013 66kg未満級で優勝。
2013年7月27日、修斗環太平洋フェザー級タイトルマッチで挑戦者の山本賢治と対戦し、開始11秒でKO勝ち。試合後に堀口恭司との対戦をアピールし、環太平洋フェザー級王座の返上を表明した。
2013年10月18日、ADCC 2013に日本代表として出場も初戦でヒカルド・ヴィエイラにギロチンチョークで絞め落とされ一本負け。
2014年
2014年1月13日、修斗でZSTバンタム級（60kg）王者の藤原敬典と対戦し、1Rスリーパーホールドで一本勝ち。
2014年2月2日、PANCRASE 256で王座を防衛した石渡伸太郎に対し、パンクラスのリング上で「俺の喧嘩を買ってください」と挑発。しかし、石渡には「大人に相談します」と受け流され、結局二人の対戦は実現しなかった。
2014年7月25日、自身のtwitterにてUFCと契約を交わした事を発表した。

### UFC参戦
2014年8月23日、UFC初戦となったUFC Fight Night: Bisping vs. Leでローランド・デロームと対戦し、1R一本勝ち。パフォーマンス・オブ・ザ・ナイトを受賞した。
2014年12月20日、UFC Fight Night: Machida vs. Dollawayでレアンドロ・イッサと対戦し、キャリア初の一本負け。
2015年
2015年6月20日、UFC Fight Night: Jedrzejczyk vs. Penneでタイラー・ラピルーと対戦し、2Rに左ストレートでダウンを奪われ、追撃のパウンドを受けキャリア初のノックアウト負け。
2016年
2016年5月8日、階級をフライ級に下げ、UFC Fight Night: Overeem vs. Arlovskiでウィリー・ゲイツと対戦し、2R一本勝ち。
2017年
2017年2月11日、UFC 208でフライ級ランキング5位のウィルソン・ヘイスと対戦し、0-3の判定負け。
2017年6月17日、UFC Fight Night: Holm vs. Correiaでフライ級ランキング9位のジャスティン・スコギンズと対戦。2R中盤まで圧倒されていたが一瞬の隙を突きリアネイキッドチョークで一本勝ち。パフォーマンス・オブ・ザ・ナイトを受賞した。
2017年9月23日、UFC Fight Night: Saint Preux vs. Okamiでフライ級ランキング5位のジュシー・フォルミーガと対戦し、1Rにリアネイキッドチョークで一本負け。この試合の後、ニューヨークのセラ・ロンゴ・ファイトチームに移籍した。
2018年
2018年6月23日、UFC Fight Night: Cowboy vs. Edwardsでジェネル・ラウザと対戦し、2Rにリアネイキッドチョークで一本勝ち。
2018年11月17日、UFC Fight Night: Magny vs. Ponzinibbioでフライ級ランキング9位でのちのUFC世界フライ級王者のアレッシャンドリ・パントージャと対戦し、1Rにリアネイキッドチョークで一本負け。
この試合を最後にUFCを離脱。最高ランクはフライ級13位だった。

### RIZIN参戦
2018年
2018年11月29日、RIZINに参戦することが発表された。
2018年12月31日、RIZINデビュー戦となったRIZIN.14でマネル・ケイプと対戦し、3-0の判定勝ち。
2019年
2019年7月28日、RIZIN.17で元バンタム級キング・オブ・パンクラシストの石渡伸太郎と対戦し、2Rにノースサウスチョークで一本負け。
2019年10月12日、RIZIN.19で朝倉海と対戦。試合開始直後に右フックを受けて顎を骨折し、ドクターストップでTKO負け。
2020年
2020年12月31日、怪我からの復帰戦となったRIZIN.26で瀧澤謙太と対戦し、3-0の判定勝ちを収めた。
2021年
2021年9月19日、RIZIN.30で階級をフェザー級に上げ堀江圭功と対戦するも、0-3の判定負けを喫した。佐々木は試合数日前にぎっくり腰になっていた。
2022年
2022年2月23日、RIZIN TRIGGER 2ndでクレベル・コイケと対戦。1Rに右フックでダウンを奪うも、2Rにリアネイキッドチョークで一本負けを喫した。
2023年
2023年5月6日、1年ぶりのRIZIN参戦となったRIZIN.42で元EFCフェザー級王者のボイド・アレンと対戦し、3-0の判定勝ちを収めた。

### プロレスラーとして
2023年10月23日、プロレスリング・ノアの「MONDAY MAGIC」に登場し、11月13日にプロレスデビューすることを発表した。11月13日『MONDAY MAGIC ep3』にエキシビジョン出場。
2024年1月2日、「NOAH "THE NEW YEAR" 2024」にて杉浦貴を相手にプロレスデビュー。
2024年5月16日、CyberFightの新体制発表報告のなかで、ノアに正式入団したことが明らかになった。
2024年7月13日、ノア日本武道館大会にてHAYATAの持つGHCナショナル王座に挑戦しこれを奪取。同王座のデビュー最短戴冠記録を更新すると同時に、自身初のプロレスのタイトル戴冠を成し遂げた。

## 人物・エピソード
- 趣味は描画、美しいものを眺める事、漫画、ドライブである。漫画ではバガボンドを最も好きな漫画に挙げている[23]。
- 総合格闘家として活動しながら、モデルとしても活動している[24]。
- UFCではフライ級（56.7kg以下）、RIZINではバンタム級（61kg以下）、フェザー級（66kg以下）と軽量級で闘ってきたが、プロレスのリングに上がるために、2023年12月時点で90キロに増量[20]。これは理想とする「プロレスラー的な見栄え」のために上半身の筋肉を中心に仕上げたためで、自分の試合スタイルを探ったのち、必要ないと思えば落とすという[20]。

## 戦績

### 総合格闘技
| 総合格闘技 戦績 | 総合格闘技 戦績 | 総合格闘技 戦績 | 総合格闘技 戦績 | 総合格闘技 戦績 | 総合格闘技 戦績 | 総合格闘技 戦績 |
| --------------- | --------------- | --------------- | --------------- | --------------- | --------------- | --------------- |
| 36 試合         | (T)KO           | 一本            | 判定            | その他          | 引き分け        | 無効試合        |
| 24 勝           | 2               | 12              | 10              | 0               | 2               | 0               |
| 10 敗           | 2               | 5               | 3               | 0               | 2               | 0               |

| 勝敗 | 対戦相手                       | 試合結果                                  | 大会名                                                                       | 開催年月日     |
| ○    | ボイド・アレン                 | 5分3R終了 判定3-0                         | RIZIN.42                                                                     | 2023年5月6日   |
| ×    | クレベル・コイケ               | 2R 3:22 リアネイキッドチョーク            | RIZIN TRIGGER 2nd                                                            | 2022年2月23日  |
| ×    | 堀江圭功                       | 5分3R終了 判定0-3                         | RIZIN.30                                                                     | 2021年9月19日  |
| ○    | 瀧澤謙太                       | 5分3R終了 判定3-0                         | RIZIN.26                                                                     | 2020年12月31日 |
| ×    | 朝倉海                         | 1R 0:54 TKO（ドクターストップ：顎の骨折） | RIZIN.19                                                                     | 2019年10月12日 |
| ×    | 石渡伸太郎                     | 2R 3:58 ノースサウスチョーク              | RIZIN.17                                                                     | 2019年7月28日  |
| ○    | マネル・ケイプ                 | 5分3R終了 判定3-0                         | RIZIN.14                                                                     | 2018年12月31日 |
| ×    | アレッシャンドリ・パントージャ | 1R 2:18 リアネイキドチョーク              | UFC Fight Night: Magny vs. Ponzinibbio                                       | 2018年11月17日 |
| ○    | ジェネル・ラウザ               | 2R 4:04 リアネイキドチョーク              | UFC Fight Night: Cowboy vs. Edwards                                          | 2018年6月23日  |
| ×    | ジュシー・フォルミーガ         | 1R 4:30 リアネイキドチョーク              | UFC Fight Night: Saint Preux vs. Okami                                       | 2017年9月23日  |
| ○    | ジャスティン・スコギンズ       | 2R 3:19 リアネイキドチョーク              | UFC Fight Night: Holm vs. Correia                                            | 2017年6月17日  |
| ×    | ウィルソン・ヘイス             | 5分3R終了 判定0-3                         | UFC 208: Holm vs. de Randamie                                                | 2017年2月11日  |
| ○    | ウィリー・ゲイツ               | 2R 3:30 リアネイキドチョーク              | UFC Fight Night: Overeem vs. Arlovski                                        | 2016年5月8日   |
| ×    | タイラー・ラピルー             | 2R 1:26 TKO（左ストレート→パウンド）      | UFC Fight Night: Jedrzejczyk vs. Penne                                       | 2015年6月20日  |
| ×    | レアンドロ・イッサ             | 2R 4:13 ネッククランク                    | UFC Fight Night: Machida vs. Dollaway                                        | 2014年12月20日 |
| ○    | ローランド・デローム           | 1R 1:06 リアネイキドチョーク              | UFC Fight Night: Bisping vs. Le                                              | 2014年8月23日  |
| ○    | ジョン・ジュンフェ             | 1R 0:38 TKO（肘の負傷）                   | DEEP富士山祭り                                                               | 2014年5月25日  |
| ○    | 石原夜叉坊                     | 2R 1:41 スリーパーホールド                | VTJ 4th                                                                      | 2014年2月23日  |
| ○    | 藤原敬典                       | 1R 4:35 スリーパーホールド                | 修斗 2014年第1戦                                                             | 2014年1月13日  |
| ○    | パク・グンド                   | 1R 1:36 スリーパーホールド                | VTJ 3rd                                                                      | 2013年10月5日  |
| ○    | 山本賢治                       | 1R 0:11 KO（左ストレート）                | 修斗 2013年第3戦 【修斗環太平洋フェザー級チャンピオンシップ】                | 2013年7月27日  |
| ○    | 小野島恒太                     | 5分3R終了 判定2-0                         | 修斗 SHOOTO GIG TOKYO Vol.14                                                 | 2013年4月21日  |
| ○    | 徹肌ィ郎                       | 5分3R終了 判定3-0                         | 修斗 2013年第1戦 【修斗環太平洋フェザー級チャンピオン決定戦】                | 2013年1月20日  |
| △    | 井上学                         | 5分3R終了 判定1-0                         | 修斗                                                                         | 2012年11月11日 |
| ○    | 松本輝之                       | 1R 0:42 スリーパーホールド                | 修斗 SHOOTO GIG TOKYO Vol.10                                                 | 2012年6月30日  |
| ○    | ジャングル伊藤                 | 2R 3:34 スリーパーホールド                | 修斗 SHOOTO GIG TOKYO Vol.9                                                  | 2012年4月14日  |
| ○    | 渡部智史                       | 5分2R終了 判定3-0                         | DEEP 富士山祭り 〜芹沢健一引退興行〜                                         | 2012年1月29日  |
| ×    | ガイ・デルモ                   | 5分2R終了 判定0-3                         | 修斗 SHOOTOR’S LEGACY 04                                                     | 2011年9月23日  |
| ○    | 金田一孝介                     | 5分2R終了 判定2-0                         | 修斗 SHOOTOR’S LEGACY 03                                                     | 2011年7月18日  |
| ○    | 中村好史                       | 5分2R終了 判定2-0                         | 修斗 SHOOTOR’S LEGACY 02                                                     | 2011年4月1日   |
| △    | 鍵山雄介                       | 5分2R終了 判定1-0                         | DEEP SHIZUOKA IMPACT 2011                                                    | 2011年2月6日   |
| ○    | 齊藤曜                         | 5分2R終了 判定3-0                         | 修斗 THE ROOKIE TOURNAMENT 10 FINAL 【新人王決定トーナメント ライト級 決勝】 | 2010年12月18日 |
| ○    | CRAZY D 元博                   | 5分2R終了 判定3-0                         | 修斗 龍争虎闘 Vol.4 【新人王決定トーナメント ライト級 準決勝】               | 2010年9月17日  |
| ○    | 咲田ケイジ                     | 3R 1:03 チョークスリーパー                | CAGE FORCE                                                                   | 2010年7月25日  |
| ○    | 前口緑一郎                     | 2R 1:24 スリーパーホールド                | 修斗 SHOOTO GIG CENTRAL Vol.20 【新人王決定トーナメント ライト級 2回戦】     | 2010年6月13日  |
| ○    | スネーク敦                     | 1R 0:30 チョークスリーパー                | CAGE FORCE                                                                   | 2010年4月11日  |

### グラップリング
| 勝敗 | 対戦相手             | 試合結果                      | 大会名                                                                                           | 開催年月日     |
| ×    | ヒカルド・ヴィエイラ | ギロチンチョーク              | ADCC Worlds 2013 【66kg未満級 1回戦】                                                            | 2013年10月19日 |
| ○    | 植松直哉             | ポイント4-2                   | Professional JIU-JITSU Ground Impact REVIVAL                                                     | 2013年9月27日  |
| ○    | 徹肌ィ郎             | ポイント2-0                   | ADCC ASIA TRIAL 2013 【66kg未満級 決勝】                                                         | 2013年3月24日  |
| ○    | 村田卓実             | 判定                          | ADCC ASIA TRIAL 2013 【66kg未満級 準決勝】                                                       | 2013年3月24日  |
| ○    | 武政欽哉             | ポイント                      | ADCC ASIA TRIAL 2013 【66kg未満級 2回戦】                                                        | 2013年3月24日  |
| ○    | 牧野仁史             | ポイント                      | ADCC ASIA TRIAL 2013 【66kg未満級 1回戦】                                                        | 2013年3月24日  |
| ×    | 八隅孝平             | ポイント0-0 アドバンテージ0-1 | DEEP X リアルキング＆DEEP X アマチュア トーナメント 【リアルキングトーナメント ライト級 決勝】   | 2011年1月16日  |
| ○    | クレベル・コイケ     | ポイント0-0 アドバンテージ3-0 | DEEP X リアルキング＆DEEP X アマチュア トーナメント 【リアルキングトーナメント ライト級 準決勝】 | 2011年1月16日  |
| ○    | 松本義彦             | ポイント20-2                  | DEEP X 06                                                                                        | 2010年10月10日 |

## 得意技
スリーパーホールド
プロレスラー転向後、自身初のタイトルであるGHCナショナルを獲った時のフィニッシュ・ホールド。
弁天
変型足固め。
シャイニングトライアングル
ファーアウト
RKOと同型。
バックドロップ・ホールド
アマツキツネ
かち上げ式のジャンピング・ハイキック。

## 獲得タイトル

### 格闘技
- 寝技deGO 2010年 66kg 優勝
- 第13回全日本コンバットレスリングオープン選手権大会　66kg 優勝
- COPA ALLIANCE アダルト ペナ級　優勝
- アブダビコンバット ASIA TRIAL 2013 66kg未満級 優勝
- アマチュア修斗 三重県オープントーナメント　優勝
- アマチュア修斗 関東選手権大会　優勝
- アマチュア修斗 中部選手権大会　優勝
- 修斗ライト級新人王&技能賞（2010年）
- 第3代修斗環太平洋フェザー級王座
- 第1回全日本グラップリング選手権2015 フライ級 優勝

### プロレス
プロレスリング・ノア
- GHCナショナル王座（第12代）[22]
- GHCタッグ王座（第70代）（パートナーは拳王）

## 表彰
- UFC パフォーマンス・オブ・ザ・ナイト（2回）
- 修斗 新人王技能賞（2010年）

## 入場テーマ曲
- 「RISING」（吉田兄弟）
- 「ULKA ～theme of 佐々木憂流迦 instrumental」（ミシマ）
- 「→MIRAI→（ポストミライ）」（AA=×JM-0.8）

### 試合映像
1. ↑  『【試合映像】佐々木憂流迦 vs. マネル・ケイプ / Ulka Sasaki vs. Manel Kape - RIZIN.14』RIZIN公式YouTubeチャンネル、2018年。
2. ↑  『【試合映像】石渡伸太郎 vs. 佐々木憂流迦 / Shintaro Ishiwatari vs. Ulka Sasaki - RIZIN.17』RIZIN公式YouTubeチャンネル、2019年。
3. ↑  『【試合映像】朝倉海 vs. 佐々木憂流迦 / Kai Asakura vs. Ulka Sasaki - RIZIN.19』RIZIN公式YouTubeチャンネル、2019年。
4. ↑  『【試合映像】佐々木憂流迦 vs. 瀧澤謙太 / Ulka Sasaki vs. Kenta Takizawa - RIZIN.26』RIZIN公式YouTubeチャンネル、2020年。
5. ↑  『【試合映像】佐々木憂流迦 vs. 堀江圭功 / Ulka Sasaki vs. Yoshinori Horie - RIZIN.30』RIZIN公式YouTubeチャンネル、2021年。
6. ↑  『【試合映像】クレベル・コイケ vs. 佐々木憂流迦 / Kleber Koike vs. Ulka Sasaki - RIZIN TRIGGER 2nd』RIZIN公式YouTubeチャンネル、2022年。

### 補足映像
1. ↑  『【番組】RIZIN CONFESSIONS #29（※試合映像＆佐々木憂流迦とマネル・ケイプによる試合振り返りドキュメンタリー番組）』RIZIN公式YouTubeチャンネル、2018年。
2. ↑  『【番組】RIZIN CONFESSIONS #47（※試合映像＆佐々木憂流迦と石渡伸太郎による試合振り返りドキュメンタリー番組）』RIZIN公式YouTubeチャンネル、2019年。
3. ↑  『【番組】RIZIN CONFESSIONS #50（※試合映像＆朝倉海と佐々木憂流迦による試合振り返りドキュメンタリー番組）』2019年。
4. ↑  『【番組】RIZIN CONFESSIONS #65（※試合映像＆佐々木憂流迦と瀧澤謙太による試合振り返りドキュメンタリー番組）』RIZIN公式YouTubeチャンネル、2021年。
5. ↑  『【番組】RIZIN CONFESSIONS #81（※試合映像＆堀江圭功と佐々木憂流迦による試合振り返りドキュメンタリー番組）』RIZIN公式YouTubeチャンネル、2021年。
6. ↑  『【番組】RIZIN CONFESSIONS #92（※試合映像＆クレベル・コイケと佐々木憂流迦による試合振り返りドキュメンタリー番組）』RIZIN公式YouTubeチャンネル、2022年。
7. ↑  『【番組】RIZIN CONFESSIONS #124（※番組内で試合映像。佐々木憂流迦とボイド・アレンによる試合振り返りドキュメンタリー番組）』RIZIN公式YouTubeチャンネル、2023年。